# Бродяга (Marvel Comics)
Бродяга (англ. Prowler) — супергерой комиксов издательства Marvel Comics. Настоящее имя — Хобарт «Хоби» Браун (англ. Hobart "Hobie" Brown), однако личность Бродяги использовали и другие персонажи. Браун разработал высокотехнологичный костюм для преступлений, чтобы получить известность, однако после встречи с Человеком-пауком перешёл на сторону добра.

## История публикаций
Первый Бродяга дебютировал как преступник, впоследствии стал супергероем. Его первое появление состоялось в The Amazing Spider-Man #78 (Ноябрь 1969). Он был создан сценаристом Стэном Ли, художниками Джоном Бушемой и Джимом Муни, при участии молодого Джона Ромиты-младшего. Бродяга имеет собственную ограниченную серию комиксов, состоящую из четырёх выпусков.

## Биография

### Хоби Браун
Хоби Браун родился в Бронксе, Нью-Йорке. Он был амбициозным, но в то же время вспыльчивым афроамериканским подростком, который всячески хотел проявить себя. По словам Хоби, ему просто не давали шанса. Браун работал мойщиком окон, параллельно разрабатывая систему безопасности для рабочих. Однако начальник Хоби не оценил его благородства и после конфликта Хоби с Джей Джоной Джеймсоном, издателем Дейли Бьюгл, уволил его. Технологии, которые он разработал для рабочих, Хоби решил использовать сам и взял личность Бродяги.
Для быстрого получения известности, Хоби проник в офис Дейли Бьюгл и украл заработную плату других работников. Там же он столкнулся с Питером Паркером. Питеру пришлось отступить, когда в офис вошёл Джеймсон, чтобы не вызвать подозрений. Он инсценировал своё падение из окна, что обескуражило Хоби. Затем появился Человек-паук, который победил и разоблачил Бродягу. Понимая, что Хоби был ребёнком, который сбился с пути, Человек-паук дал ему совет бросить его преступные дела и искупить себя. Хоби принял эти слова близко к сердцу и стал образцовым гражданином. Позже Хоби на некоторое время выдавал себя за Человека-паука, по просьбе самого супергероя, чтобы скрыть подозрения друзей Питера Паркера по поводу его двойной идентичности. В дальнейшем Хоби узнал, что Человек-паук был обвинён за убийство капитана полиции Джорджа Стейси. Позднее женился на своей возлюбленной Минди Макферсон.
В рамках программы «Старшего брата» Хоби заботился о своём младшем брате Мэни Лопесе. Когда Мэни погиб, Хоби был уверен, что в этом повинен первый Белый Тигр и попытался привлечь того к правосудию. Затем Хоби присоединился к Защитникам, но после конфликта с Валькирией покинул команду и ушёл в отставку. Его оборудования были украдены безымянным грабителем по поручению Белла Донны. Хоби хотел отправиться на поиски, однако Человек-паук убедил его остаться дома, так как новый Бродяга совершил убийство. Когда второй Бродяга был остановлен Человеком-пауком, снаряжение было возвращено прежнему владельцу.
Позднее Бродяга появился в Калифорнии, где встал на пути Чёрного лиса и попытался украсть у него драгоценную чашу. Их встречу прервал Человек-паук, после чего Чёрный лис воспользовался моментом и сбежал. С помощью чаши Браун хотел освободить свою жену из тюрьмы. Он объединился с Человеком-пауком и остановил Чёрного лиса. Вернув чашу, Браун оправдал свою жену.
При попытке оправдать преступления Человека-паука, Хоби Браун столкнулся с Серебряным Соболем и Внезаконниками, злодеями, ставшими на путь исправления (Реактивный гонщик, Песочный человек и Пума). Его проекты безопасности был украдены Джастином Хаммером. Во время встречи с людьми Хаммера он обнаружил недостатки своей конструкции. Хоби сражался против своего брата Эйба Брауна (члена Сынов Тигра), в качестве проверочного теста для Серебряного Соболя. Вместе с Человеком-пауком Хоби и другие Внезаконники сражались с Мстителями и Космическим Фантомом. Некоторое время спустя Внезаконники отправились захватить ядерное оружие для Симкарии в Англии. Затем Бродяга официально вступил в команду Внезаконников, чтобы спасти дочь канадского чиновника.
Позднее Бродяга противостоял первому Стервятнику, Эдриану Тумсу.
У Хоби возник паралич во время Великой игры. В последующих выпусках он начал постепенно восстанавливаться от него. Было выявлено, что паралич возник в результате психологического переживания, по поводу кражи костюма.
Бродяга был захвачен Мисс Марвел во время Гражданской войны. Позднее участвовал в событиях комикса The Punisher War Journal.
В All-New, All-Different Marvel Питер Паркер, будучи главой «Parker Industries», разработал прикрытия для своего альтер эго, Человека-паука, которого он объявил по всему миру своим персональным телохранителем. В случае необходимости нахождения Питера Паркера и Человека-паука в одном месте, костюм надевает Хоби, чтобы сберечь тайну личности Питера. После противостояния с членом Зодиака Рыбой, Паркер просит Хоби надеть его старый костюм и помочь ему разобраться со зловещей организацией, которая похитила его персональный девайс. Они проникают на подводную базу Зодиака, однако, Водолей запускает процесс самоуничтожения базы и герои вынужденно покидают её.

### Безымянный кот грабитель
Белла Донна наняла неизвестного грабителя, с которым Человек-паук боролся в The Amazing Spider-Man #30 чтобы выкрасть костюм Хоби Брауна. Грабитель лично использовал это оборудование и стал вторым Бродягой. Во время одного из своих преступлений он случайно убил полицейского. Силуэт второго Бродяги власти восприняли за Человека-паука. В конце концов Человек-паук захватил Белла Донну и её сообщника, очистил имя Бродяги и вернул костюм Брауну.
Позднее этот Бродяга появился в Bar With No Name, где представился под именем «кот грабитель». Он вступил в бой с настоящим Бродягой во время похорон Стилтмэна.

### Рик Лоусон
Третьим Бродягой стал Рик Лоусон, медицинский стажёр, который украл снаряжение Брауна, когда тот перенёс травму спины. Третий Бродяга начал воровать у пациентов, так как был обижен на прораба, который в прошлом уволил его и лишил источника к существованию и возможности окончить медицинскую школу. Он столкнулся со Стервятником, который принял его за первого Бродягу и попытался убить, однако Человек-паук остановил его. Лоусон попал в больницу, а костюм был возвращён Брауну.

## Силы и способности
Бродяга не имеет никаких способностей, однако обладает внушительным интеллектом и познаниями в технике, которые позволили ему изобрести высокотехнологичный костюм. Несмотря на это, Браун не имеет формального образования в области техники. В бою он использует различные гаджеты, созданные им же. Бродяга носит зелёный комбинезон, по верх которого накинут фиолетовый плащ. На руках у него имеются перчатки с заострёнными когтями, позволяющими ему карабкаться по стенам, а также наносить урон в ближнем бою. На ногах имеются ботинки, позволяющими ему ходить по стенам. В перчатках имеется несколько пушек, оснащённых газом и лазерами. Он также использует гипнотические средства. Благодаря плащу Бродяга может скользить на короткие расстояния.
Он является опытным бойцом в ближнем бою, обладая зелёным поясом по тхэквондо.

## Альтернативные версии

### House of M
В альтернативной реальности House of M Хоби Браун служит техником в отряде сопротивления Люка Кейджа.

### Marvel Zombies
Зомби-версия Бродяги появляется в Ultimate Fantastic Four, в сюжете «Кроссовер».

### Marvel Adventures
Бродяга столкнулся с Человеком-пауком в поисках человека, укравшего его изобретения. Они встретили Человека-дракона, который помог украсть изобретения Бродяги для Фила Шелдона, управляющего им. Они останавливают Шелдона и того забирает полиция. Бродяга решает оставить Человека-дракона себе, в качестве домашнего питомца.

### Ultimate Marvel
Имя Хобби Брауна числится в списке преступников базы Дейли Бьюгл.

#### Аарон Дэвис
Во вселенной Ultimate Marvel личность Бродяги использует Аарон Дэвис (англ. Aaron Davis), талантливый вор и дядя нового Человека-паука, Майлза Моралеса. В прошлом он работал вместе со своим братом Джефферсоном Дэвисом. Однако Джефферсон встал на путь исправления, когда женился на Рио Моралес, в то время как Аарон продолжил проворачивать преступные дела и взял личность Бродяги. Однажды он проник в заброшенную лабораторию Oscorp, чтобы украсть ценные вещи. Там же находился радиоактивный паук, который запрыгнул в его сумку. В гости к Аарону зашёл его племянник Майлз, где его и укусил паук. Джефферсон запретил Майлзу проводить время с Аароном, из-за его преступной жизни. Во время визита в Мехико, Аарон боролся с криминальным авторитетом Скорпионом. Позднее был арестован местными властями. Вернувшись в Нью-Йорк, Дэвис опрашивал Тинкерера по поводу Нормана Озборна. Поняв, что его племянник стал новым Человеком-пауком, Аарон убил Тинкерера, чтобы удержать секрет Майлза в тайне. Там же Бродяга украл некоторое оборудование Тинкерера. Используя свой новый костюм, он тщетно попытался убить Скорпиона. На следующий день он назначил Майлзу встречу и сказал, что знает о его тайне личности. Первоначально Аарон просит Майлза о добровольной помощи, но после победы над Скорпионом Майлз понимает, что дяде нельзя доверять. Когда Майлз говорит дяде о разрыве их отношений, тот шантажирует его, собираясь раскрыть секрет Майлза его родителям. Между ними разворачивается схватка, которая приводит к взрыву перчаток Аарона и его смерти. Перед этим он успел сказать Майлзу, что тот похож на него. Через год Майлз выяснил, что Бродяга был нанят Филиппом Роксоном. Джефферсон обвинил Человека-паука в смерти брата.

### Spider-Verse
Во вселенной Spider-Verse Хобарт «Хоби» Брайн является бездомным подростком, завербованным Норманом Озборном и подвергнутым к эксперименту с радиоактивным пауком. Он взял панкоподобную личность Человека-паука и повёл забитых жителей Нью-Йорка против войска Озборна. После убийства президента Озборна, Браун разоблачил себя и был признан спасителем человечества. Позднее был завербован Превосходным Человеком-пауком.

## Вне комиксов

### Телевидение
- Хоби Браун появляется в одноимённом эпизоде мультсериала «Человек-Паук» 1994 года, где его озвучил Тим Расс. В прошлом он работал на криминального авторитета Айсберга. Со временем он начал думать, что работа, которую он выполнял, оплачивалась не по справедливости. Айсберг узнал о его предательстве и попытался убить, однако Брауну удалось сбежать. Он стал карманником и однажды украл сумочку Мэри Джейн Уотсон. Его остановил Человек-паук и Хоби попал в тюрьму. Там он встретил Ричарда Фиска и защитил его от других заключённых. В благодарность Ричард добился быстрого освобождения Хоби и тот встретился с его отцом, Уилсоном Фиском. Тот пообещал исполнить любое его желание, после чего Хоби попросил власти. Фиск дал ему высокотехнологичный костюм, якобы без каких либо условий. Он атаковал Человека-паука, но тому удалось спастись. Затем он отомстил Айсбергу и прибрал к рукам его бизнес. Позже выяснилось, что костюм Бродяги может самоликвидироваться по желанию Фиска, который заставил его работать на себя. Объединившись с Человеком-пауком он одолел Фиска. Хоби решил вернуться к нормальной жизни.
- В мультсериале «Новые приключения Человека-паука» Хоби Браун, озвученный Чарльзом Даквартом, является одноклассником Питера Паркера. Ему постоянно не дают сказать ни единого слова, что вызывает комический эффект. Тем не менее, он впервые разговаривает во время школьной пьесы.
- Бродяга появляется в мультсериале «Человек-паук» 2017 года. Он помогает Человеку Пауку в битве против Сильвермейна.

### Фильмы
- Дональд Гловер исполнил роль Аарона Дэвиса в фильме «Человек-паук: Возвращение домой»[41][42]. Здесь он является гангстером. Приспешники Стервятника Герман Шульц и Джексон Брайс пытаются продать ему технологию Читаури, однако Человек-паук срывает сделку. Супергерой фактически спасает Аарона, которого те принимают за полицейского. Впоследствии Человек-паук допрашивает Аарона о местоположении Стервятника и узнаёт, что тот хотел обезопасить улицы, где живёт его племянник. Дэвис предоставляет Человеку-пауку информацию, однако супергерой не убирает паутину с его руки, из-за чего Дэвис остаётся приклеенным к машине.
  - Гловер появился в камео-роли Аарона Дэвиса, ставшего Бродягой, в мультфильме «Человек-паук: Паутина вселенных».
- Махершала Али озвучил Аарона Дэвиса в анимационном фильме «Человек-паук: Через вселенные»[43]. Был любимым дядей Майлза и в тайне работал на Кингпина. Кингпин велел ему убить Человека-паука. Когда он узнал, что его племянник и есть Человек-паук, он не мог его убить и Кингпин убил Аарона.

### Видеоигры
- Бродяга является играбельным персонажем в «Spider-Man: Friend or Foe», озвученный Крисом Гарднером. Он был завербован Ником Фьюри в Щ.И.Т. ещё до начала игры, наряду с Серебряным Соболем. В отличие от классического Бродяги, эта версия не носит плащ.
- Появляется в «Spider-Man: Miles Morales». Раньше работал на Роксон. Изначально Аарон скрывал от брата то, что он и есть Бродяга. Когда правда всплыла, они поссорились и больше не виделись, Аарон забросил свою преступную деятельность, а Майлзу не сообщили причину ссоры. В игре Майлз Моралес встречает своего дядю и тот узнаёт племянника под маской Паука. Позже, когда Майлз довольно глубоко впутывается в дела Подполья и Роксона, дядя вновь надевает костюм Бродяги и начинает помогать Моралесу, чтобы с тем ничего не случилось. Как и в прошлой игре, Бродяга не носит плащ.
- Аарон Дэвис / Бродяга появляется в игре Spider-Man 2 (2023)[44].